# Fedir Dermentli
Fedir Semenowycz Dermentli (ukr. Федір Семенович Дерментлі; ur. 20 marca 1937 w Karakurcie, zm. 6 maja 2013 w Charcysku) – radziecki i ukraiński ekonomista oraz przemysłowiec pochodzenia albańskiego, kandydat nauk ekonomicznych.

## Życiorys
W 1966 roku ukończył studia na Ukraińskim Zaocznym Instytucie Politechnicznym w Charkowie, uzyskując kwalifikacje inżyniera mechanika; kształcił się następnie na Donieckim Uniwersytecie Państwowym, kończąc na nim zarządzanie. W 2004 roku otrzymał stopień kandydata nauk ekonomicznych.
Od 1956 do 2004 roku pracował w zajmującym się produkcją rur przedsiębiorstwie Charcyźkyj trubnyj zawod (ukr. Харцизький трубний завод, ros. Харцызский трубный завод), zostając w 1986 roku dyrektorem tegoż przedsiębiorstwa.

## Odznaczenia i tytuły[1][2]
Radzieckie:
- Medal jubileuszowy „W upamiętnieniu 100-lecia urodzin Władimira Iljicza Lenina” (1970)
- Order „Znak Honoru” (1976)
- Medal „Weteran pracy” (1983)

Ukraińskie:
- Order „Za zasługi” (1998, 1999, 2004)
- honorowy obywatel Charcyska (1997)
- Order Księcia Jarosława Mądrego V klasy (2007)